# Causapscal
Pour les articles homonymes, voir Causapscal (homonymie).
Causapscal [kozapskal] est une ville de la province de Québec, au Canada, située dans la municipalité régionale de comté de La Matapédia, au  Bas-Saint-Laurent.

## Toponymie
Causapscal provient du mot micmac (Hiéroglyphes micmacs) Goesôpsiag et signifie « pointe caillouteuse », « pointe rocheuse » ou « la pierre qui brille au fond de l’eau ». Le mot fait aussi référence au courant rapide de l'eau.

## Histoire

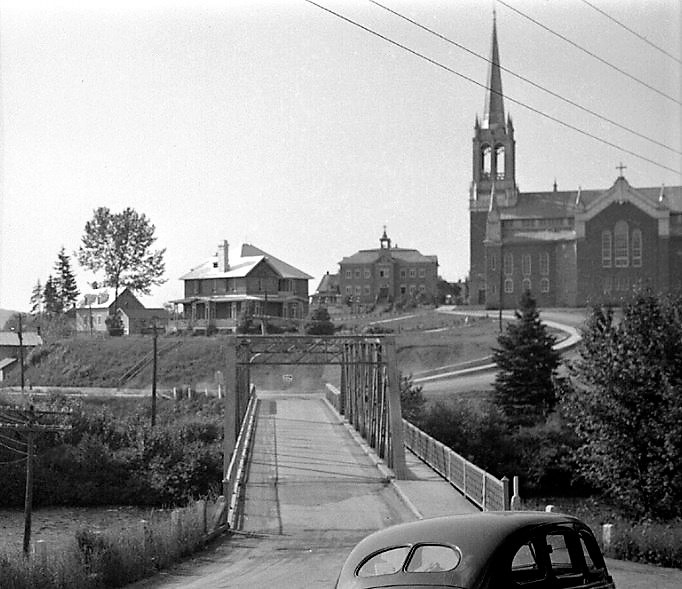
Causapscal en 1945.

La ville de Causapscal doit son développement à lord Mount Stephen. Ce dernier est un Écossais qui s'est enrichi dans le début des années 1880 avec la construction du chemin de fer. Stephen était un grand amateur de pêche aussi bien qu'il acheta les lots bordant la rivière Mitis à proximité du fleuve qu'il céda à sa nièce en 1888. Plus tard, il vint à Causapscal où il savait les saumons plus gros dans la rivière Matapédia. Il acheta six lots et loua les rivières Causapscal et Matapédia. Stephen fit venir plusieurs personnes à Causapscal qu'il engagea pour tenir son domaine. C'est lui qui paya la construction de la première chapelle, la première école et le pont Rouge sur la rivière Causapscal.
La ville de Causapscal a été créée officiellement le 31 décembre 1997. Elle est issue du regroupement de l'ancienne ville de Causapscal créée en 1928 et de la municipalité de la paroisse de Saint-Jacques-le-Majeur-de-Causapscal créée en 1897. La municipalité du village de Causapscal issue du détachement de la municipalité de la paroisse de Saint-Jacques-le-Majeur-de-Causapscal avait acquis le statut de ville en 1965. Elle tire sa dénomination de celle du canton de Casupscull dans la vallée de la Matapédia, proclamé en 1864. La paroisse Saint-Jacques-le-Majeur de son côté a été érigée canoniquement en 1896.

### Dates importantes
- 2023 : Première femme élue au poste de mairesse de Causapscal
- 1839 : Premier poste placé à Causapscal
- 1857 : Abandon du Chemin Kempt et adoption d'un nouveau tracé, Chemin Matapédia
- 1868 : Construction du chemin de fer Intercolonial
- 1876 : Inauguration du tronçon de la ligne Sainte-Flavie-Campbelton
- 1880 : Ouverture de la première école
- 1882 : Construction de la première chapelle
- 1893 : Première industrie laitière
- 1896 : Érection canonique de la paroisse Saint-Jacques-le-Majeur
- 1996 : Centenaire de Causapscal
- 2010 ; Centenaire de l'Église de Causapscal

### Personnages marquants de l'histoire

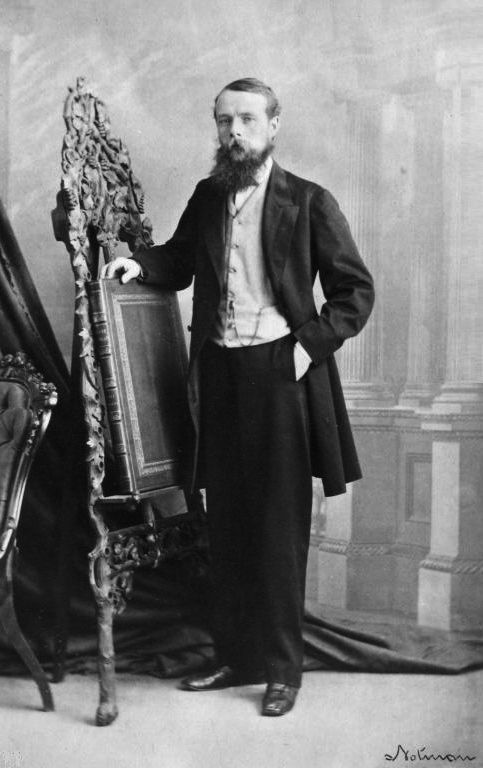
L'homme d'affaires, George Stephen, en 1865.

L'homme d'affaires œuvrant dans le milieu ferroviaire, George Stephen, est celui qui a provoqué l'expansion de Causapscal.
Ferdinand Heppell est venu s'établir à Causapscal en 1877 avec ses quatre fils et créa le domaine Heppell. Il y eut la construction d'une gare et d'un chemin se rendant au chemin Matapédia. Il paya la construction d'un pont sur la rivière. Il fut le premier maire de Cau

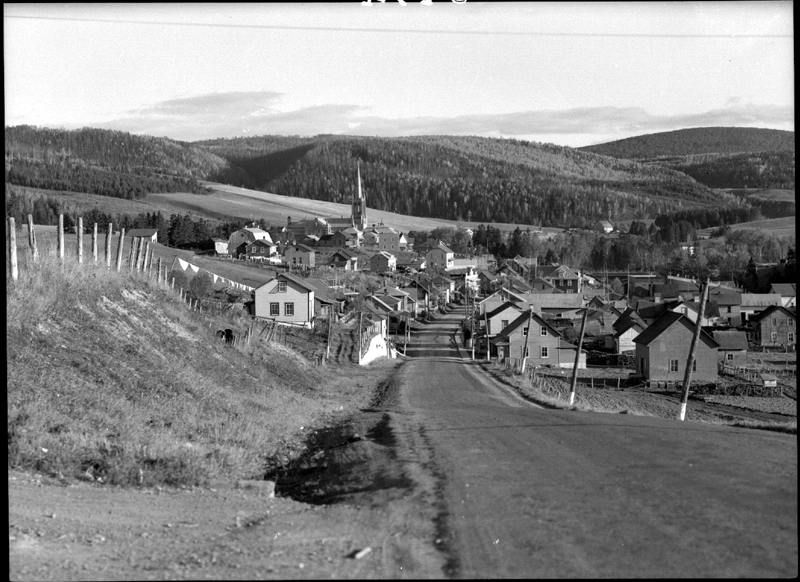
Village de Causapscal, 1940

sapscal lors de son érection civile en 1897.
Richard Adams fut un guide pour la pêche au saumon et guida plus d'un pêcheur. Une fondation a été créée à son nom.

## Géographie
Causapscal est située à la jonction des rivières Matapédia et Causapscal. Elle est à 125 kilomètres à l'est de Rimouski et 320 kilomètres à l'ouest de Percé. De plus, Causapscal est située sur la route 132 entre les villes d'Amqui et de Matapédia.
La  rivière Matapédia traverse la municipalité du nord-est jusqu'au sud-ouest.
La rivière Matalik coule du nord-ouest jusqu'à sa confluence avec la rivière Matapédia au centre de la municipalité.

### Hameau
- Heppell

## Démographie

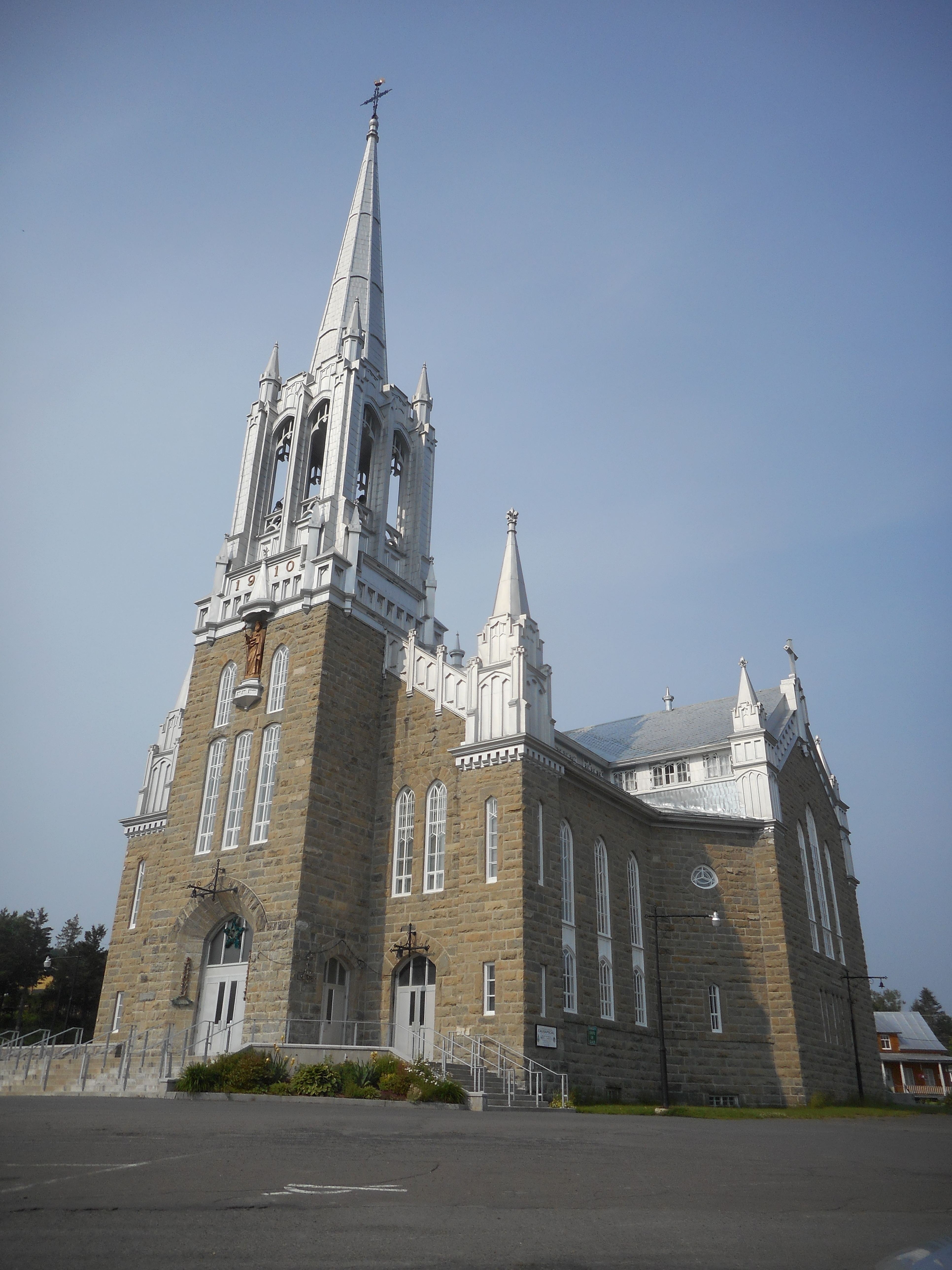
Église Saint-Jacques-le-Majeur de Causapscal en juillet 2015.

| 1931  | 1941  | 1951  | 1956  | 1961  | 1966  | 1971  | 1976  | 1981  |
| ----- | ----- | ----- | ----- | ----- | ----- | ----- | ----- | ----- |
| 1 390 | 1 545 | 2 609 | 2 957 | 3 463 | 3 210 | 2 965 | 2 743 | 2 501 |

| 1986  | 1991  | 1996  | 2001  | 2006  | 2011  | 2016  | 2021  | - |
| ----- | ----- | ----- | ----- | ----- | ----- | ----- | ----- | - |
| 2 339 | 2 160 | 2 080 | 2 634 | 2 458 | 2 458 | 2 304 | 2 147 | - |

## Administration
Les élections municipales se font en bloc et suivant un découpage de six districts.

### Maire
| Causapscal Maires depuis 2001                                                                                        |                       |         |          |
| Élection | Maire                 | Qualité | Résultat |
| 2001 | Jacques Parent        |         | Voir     |
| 2005 | Denis Bastien         |         | Voir     |
| n/d | Mario Côté            |         |          |
| 2009 | Mario Côté            | Voir    |          |
| 2013 | Mario Côté            | Voir    |          |
| 2017 | André Fournier        |         | Voir     |
| 2021 | Réjean (Félix) Lagacé |         | Voir     |
| Élection partielle en italique Depuis 2005, les élections sont simultanées dans toutes les municipalités québécoises |                       |         |          |

### Conseil municipal
Le conseil municipal est constitué d'un maire et de six conseillers qui sont élus en bloc par district.
|                 | 2017-2021             | 2021-2025             | 2025-2029         |
| Maire           | André Fournier        | Réjean (Félix) Lagacé | —                 |
| Conseiller no 1 | Guylaine Boily        | Réjean Gagné          | —                 |
| Conseiller no 2 | Dave Robichaud        | Denis Viel            | —                 |
| Conseiller no 3 | Denis Viel            | Léo Lepage St-Amand   | —                 |
| Conseiller no 4 | Gaétan Gagné          | —                     | —                 |
| Conseiller no 5 | Odile Roy             | —                     | —                 |
| Conseiller no 6 | Louis-Marie D'Anjou   | Louis-Marie D'Anjou   | —                 |
|                 | 2005-2009             | 2009-2013             | 2013-2017         |
| Maire           | Mario Côté            | Mario Côté            | Mario Côté        |
| Conseiller no 1 | Jean-Yves Charbonneau | Renaud Valois         | Guylaine Boily    |
| Conseiller no 2 | Vacant                | Françoise Jean        | Dave Robichaud    |
| Conseiller no 3 | Maurice Durette       | Maurice Durette       | Denis Viel        |
| Conseiller no 4 | Raymond Tremblay      | Élaine Bellavance     | Élaine Bellavance |
| Conseiller no 5 | Claude Dufour         | Denis Viel            | Gaétan Gagné      |
| Conseiller no 6 | Raymond Horth         | David Desjardins      | André Fournier    |

De plus, le secrétaire-trésorier est monsieur Jean-Noël Barriault.

### Représentations politiques
Au niveau provincial, Causapscal fait partie de la circonscription électorale de Matane-Matapédia.
Au niveau fédéral, la municipalité fait partie de la circonscription fédérale de Haute-Gaspésie—La Mitis—Matane—Matapédia.

## Économie
L'économie de Causapscal repose principalement sur la forêt, l'agriculture et le tourisme.

## Transport
Causapscal est traversée par la route 132, l'axe routier principal de la région. Il est également desservi par le chemin de fer, mais les trains de passagers de Via Rail Canada ne s'y arrêtent pas.
La municipalité comporte également un petit aérodrome, l'Aéroport de Causapscal (en), situé au sud-ouest du centre de la municipalité. Il s'agit du seul aéroport de la municipalité régionale de comté.

## Patrimoine

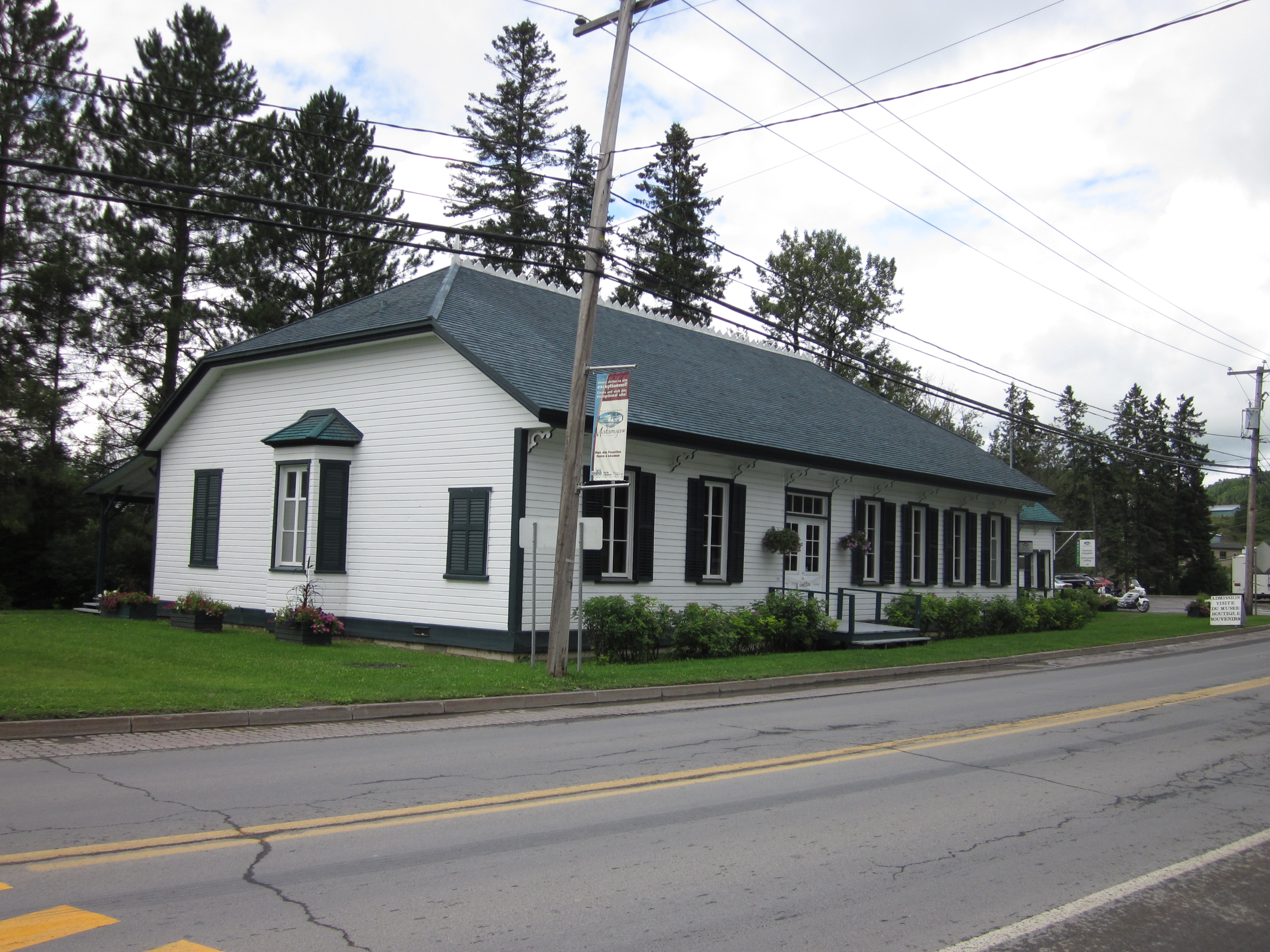
Le pavillon principal du site de pêche historique Matamajaw.

Le musée du site historique Matamajaw rappelant où les premières pêches de saumon ont eu leurs débuts.
La maison du Docteur Frenette qui fut le premier médecin du village a été restaurée pour y établir un musée. Sa collection est la plus complète pour un médecin de campagne au Québec et son cabinet a été préservé dans son intégralité.
L'église de Causapscal, de style gothique, avec ses moulures à l'intérieur et ses pierres de calcaire en guise de revêtement extérieur, surplombe le centre-ville.
Causapscal comprend plusieurs sites naturels, dont la Pointe du Curé, le lac Casault, le pont du lac Huit-Mille et le lac Huit-Mille lui-même. Le Sentier international des Appalaches longe la rivière Causapscal, le parc public et forme le cœur de la ville. La rivière Causapscal quant à elle se jette dans la rivière Matapédia au centre de la ville. Causapscal et la vallée de la Matapédia abondent en gibier, dont le chevreuil, l'orignal et l'ours entre autres.
La ville comprend aussi un pont couvert, le pont Heppell, qui a été cité monument historique par la ville lors de son centenaire en 2009.

## Devise
La devise de la ville de Causapscal est Insignis Esto qui signifie en français Distingue-toi.

## Personnalités connues

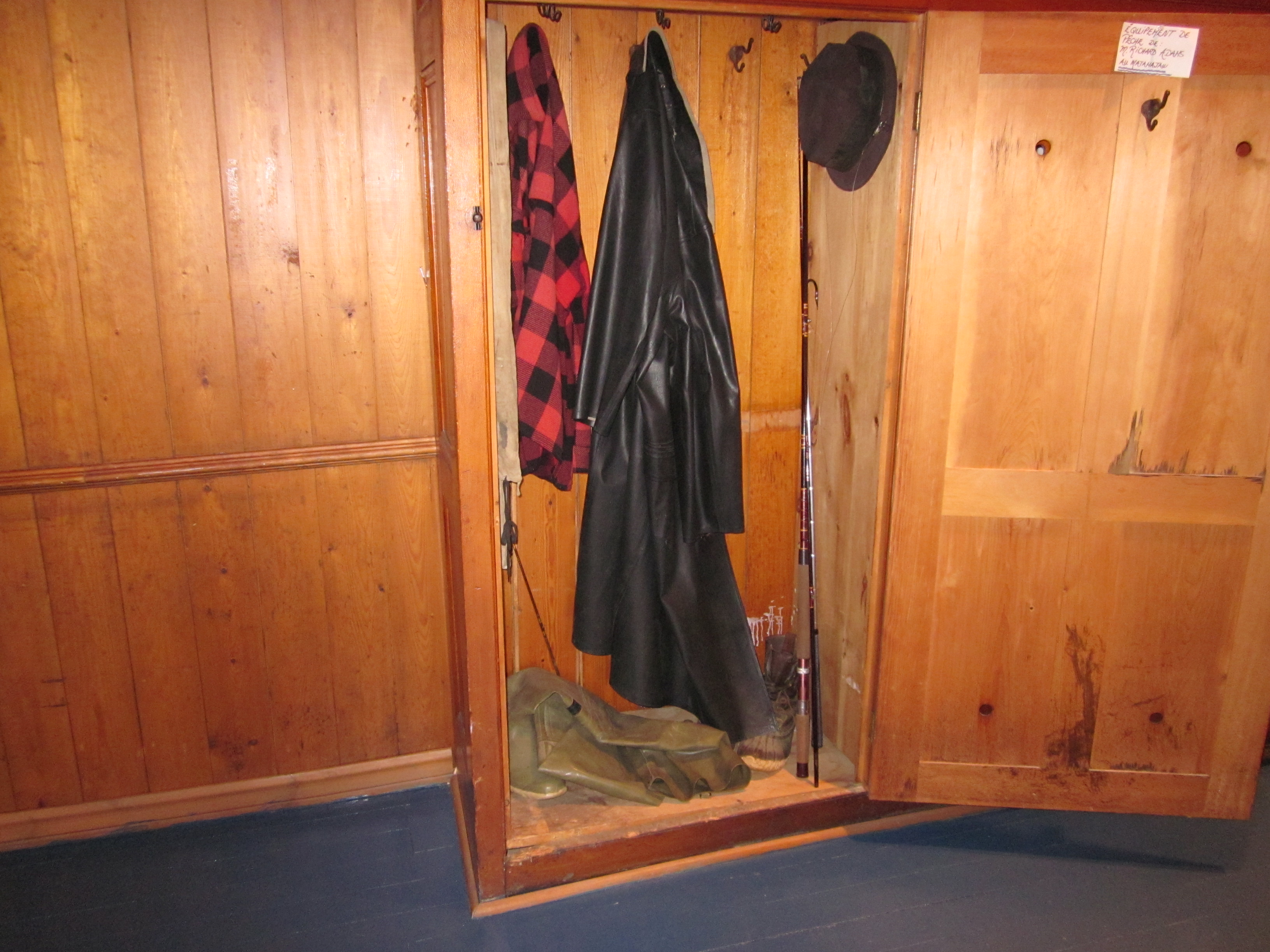
Vêtements de travail de Richard Adams.

- Richard Adams est un guide touristique principalement pour les rivières à saumon.
- Claude Rivard a été président de la Fédération des producteurs de lait du Québec
- Maurice Boucher surnommé « Mom » dont la ville natale est Causapscal est l'ex-chef du chapitre des Nomads qui est le chapitre québécois criminalisé des Hells Angels.
- Paul Thériault, artiste de burlesque et de cabarets, né à Causapscal en 1915.
- Jean-Guy Morissette (en), gardien de but de hockey sur glace professionnel, né à Causapscal en 1937.
- Suzanne Bergeron (en), peintre, née à Causapscal en 1930.

## Tourisme

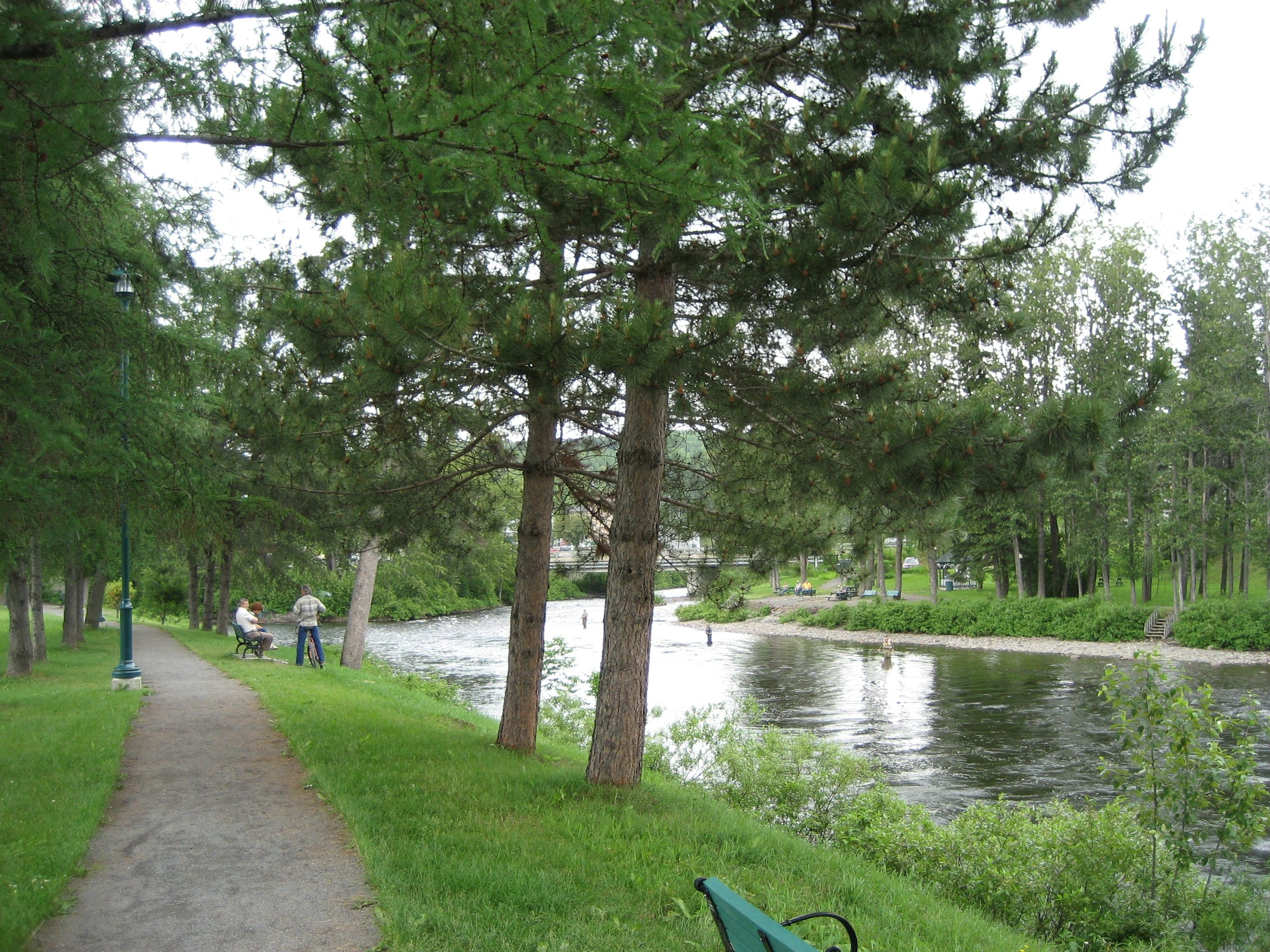
Pêcheur au saumon à la fosse Les Fourches de la rivière Matapédia à Causapscal.

La ville de Causapscal est reconnue pour ses rivières à saumons qui se joignent en son centre. Causapscal abrite d'ailleurs le site historique Matamajaw qui est consacré à la pêche sportive au saumon.
Causapscal fait partie de la région touristique de la Gaspésie dans la sous-région de la Vallée de la Matapédia. Causapscal fait toutefois partie de la région administrative du Bas-St-Laurent.

### Fort Causap
Les étés à Causapscal sont aussi marqués par un festival. Ce festival présente au public différentes épreuves (un peu dans le genre de Fort Boyard) où s'affrontent différentes équipes. Ce festival attire en moyenne 15 000 visiteurs par année. De plus, des chansonniers sont invités pour animer les soirées. Ce festival se tient la dernière fin de semaine de juillet.

## Galerie

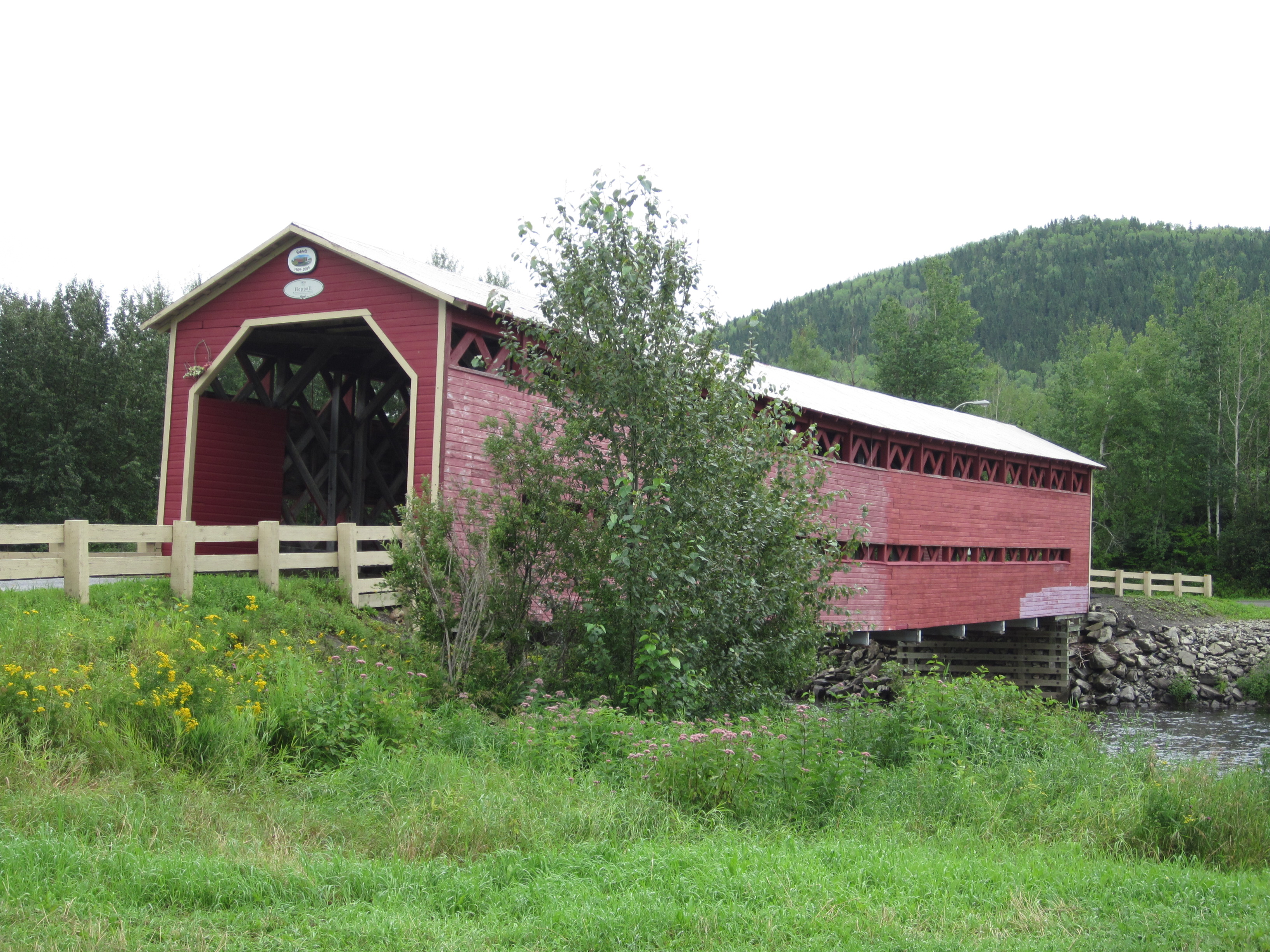
Le pont Heppell.
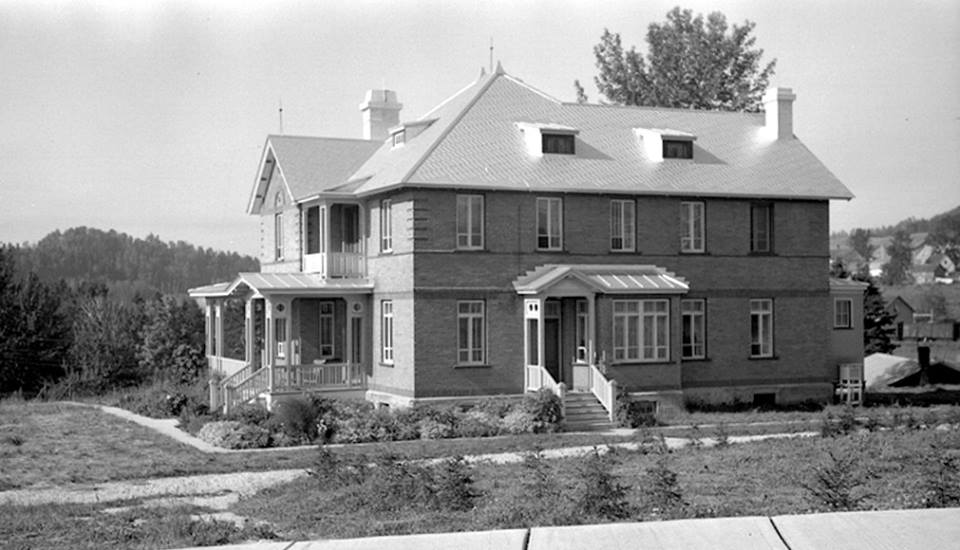
Le presbytère de Causapscal en 1945.
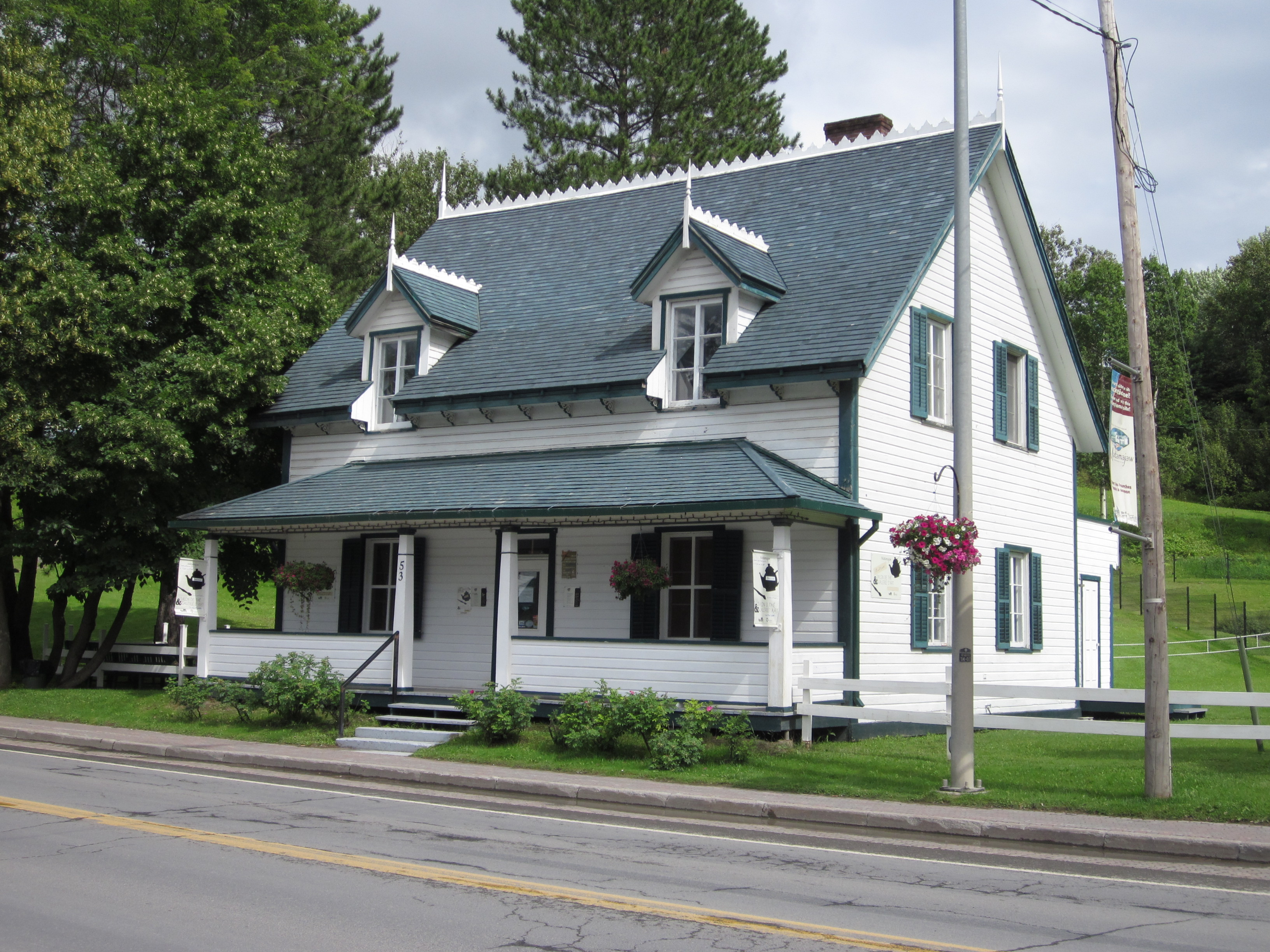
Maison du gardien au site de pêche historique Matamajaw.
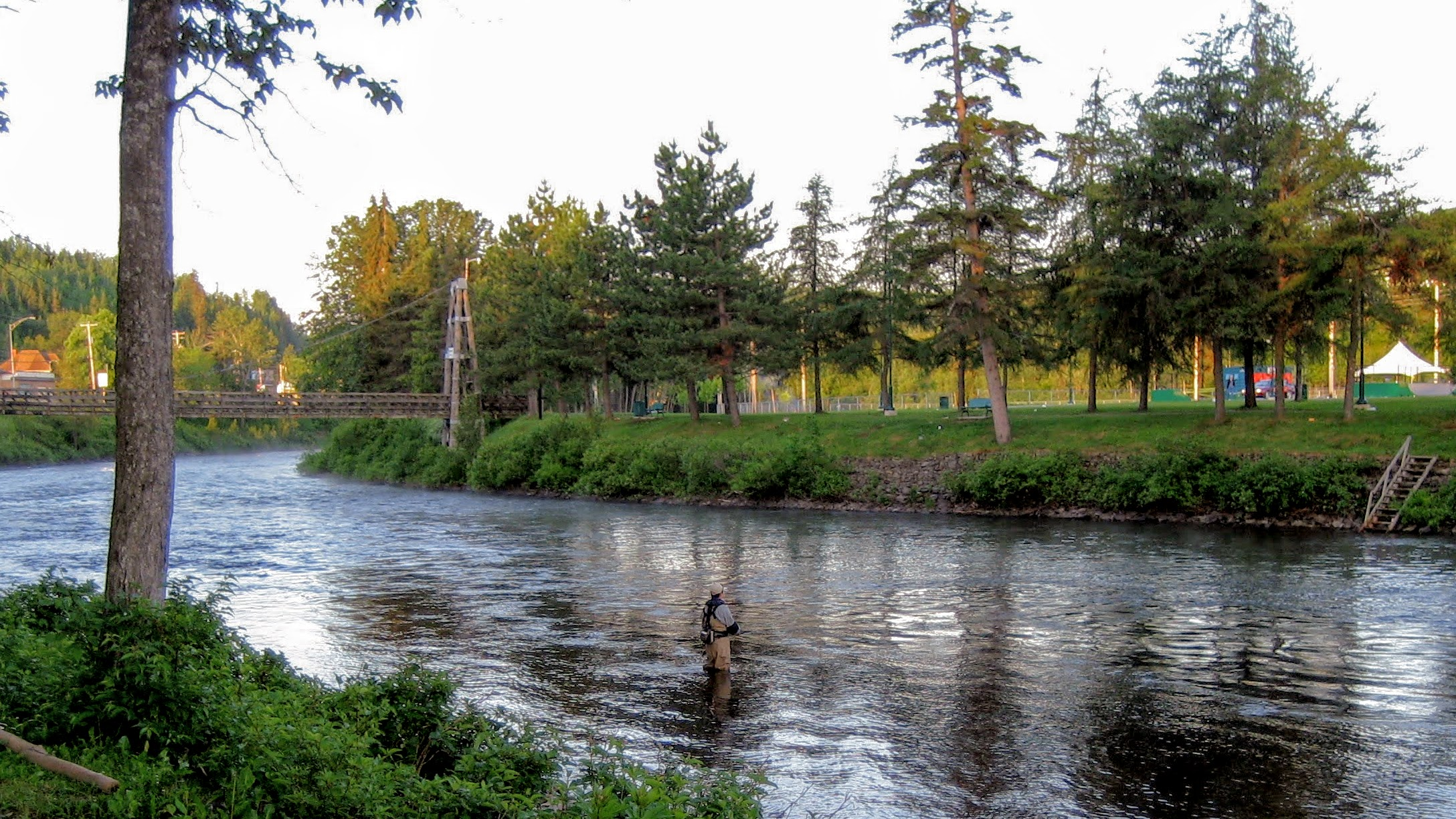
Pêcheur au saumon dans la rivière Matapédia à Causapscal.